# Антисемитизм в нацистской Германии
Антисемитизм в нацистской Германии — идеология, массовая пропаганда и политическая практика преследования евреев, в конечном итоге вылившаяся в геноцид евреев на всех подконтрольных нацистам территориях.
Историк Джеффри Херф писал, что отличительной чертой радикального антисемитизма, отличающей его от прочих форм ненависти, является то, что политика геноцида логически вытекает из его фундаментальных положений. Холокост является примером слияния идеологии и практики. Термин «окончательное решение еврейского вопроса» передает, по мнению Херфа, «связь между долгосрочной ненавистью девятнадцатого века к иудаизму и евреям в христианской культуре Европы и краткосрочными обстоятельствами принятия политических решений во Второй мировой войне между 1941 и 1945 годами». Ключевым изменением, которое привело к переходу от обычных преследований к геноциду, Херф считает содержание нацистской антисемитской пропаганды.
Антиеврейские темы стали ядром нацистской идеологии после Первой мировой войны, а книга Адольфа Гитлера «Моя борьба» превратила антиеврейскую «теорию» в нацистскую политическую «практику».

## Идеология
Расовый антисемитизм — псевдонаучная теория, которая рассматривает евреев в качестве «семитской расы», прирождённых носителей неких биологически «ущербных» признаков. Эта теория стала проекцией биологической теории эволюции Чарльза Дарвина на понимание истории как борьбы «арийской расы» против евреев, в которой «выживает сильнейший».
Расовый антисемитизм не только не признаёт за ассимилированными евреями права на существование, но и считает их наиболее «опасными», так как они вносят «порчу» в здоровое тело нации и пытаются тайно захватить власть над ней.
Возник в XIX веке в среде немецких и австрийских пангерманистов. Расовый антисемитизм можно назвать «классическим»: именно с ним связано возникновение самого термина «антисемитизм», и именно его результатом стало крупнейшее проявление антисемитизма — Холокост. Так называемые «расовые признаки», якобы неизменно присущие евреям, стали теоретической основой для уничтожения нацистами европейского еврейства.

## Пропаганда
Антисемитская пропаганда в нацистской Германии (распространение антисемитских взглядов и идей с целью их внедрения в общественное сознание) была одним из основных направлений нацистской пропаганды, её «краеугольным камнем» в связи с тем, что антисемитизм занимал центральное место в нацистской идеологии.
Антисемитская пропаганда велась начиная c 1919 года и до падения нацистского режима в 1945 году. Нацистские пропагандисты эксплуатировали известные антиеврейские образы и стереотипы. Они описывали евреев как «чуждую расу», «высасывающую соки» из принимающей нации, разрушающую культуру, захватывающую экономику и порабощающую людей. С 1933 года это описание стало имиджем, который продвигался государством. Для распространения антисемитской пропаганды использовались все возможные средства донесения информации — от плакатов и газет до кинофильмов и выступлений по радио, музеи, выставки и книги. Особое внимание уделялось индоктринации школьников и молодёжи.
С радикализацией нацистской политики от преследования к уничтожению евреев пропаганда распространяла теорию заговора о том, что евреи стремятся уничтожить Германию и немецкий народ. В пропаганде использовался весь спектр приёмов дегуманизации и демонизации евреев. Пропаганда антисемитизма стала ключевым фактором Холокоста. Антисемитская пропаганда достигла пика в 1944 году одновременно с пиком массового уничтожения евреев в Европе.
Тем не менее, даже в Германии, а тем более среди её союзников, на оккупированных территориях и у противников, эта пропаганда имела ограниченный эффект. Она оказалась более успешной в долговременном аспекте, её последствия социологи фиксируют даже в XXI веке.

## Политика
Евреи последовательно исключались из политической и экономической жизни нацистской Германии, а также из сфер науки и искусства. «Расово чуждыми» назывались марксизм и другие рационалистические направления философии как «порождённые Талмудом». По таким же критериям оценивались и точные науки, использовалось понятие «арийской физики», противопоставляемой «еврейской» (в частности теории относительности). Заявлялось о еврейских корнях у ряда новых направлений изобразительного искусства (сюрреализм, дадаизм, экспрессионизм), которые объединялись под названием «дегенеративное искусство». Первой крупной антисемитской акцией был однодневный антиеврейский бойкот 1 апреля 1933 года. 
К открытому физическому преследованию евреев нацисты перешли в 1938 году во время так называемой «Хрустальной ночи», которой предшествовало объявление просроченных иностранных паспортов недействительными и депортация евреев — польских граждан. После нападения на Польшу в сентябре 1939 года глава Главного управления безопасности рейха (РСХА) Р. Гейдрих отдал приказ о концентрации польских евреев в гетто. В последующие месяцы все евреи Польши в возрасте 14-60 лет направлялись на принудительные работы, а еврейские банковские счета были заморожены.
По мере захвата Германией других стран евреи подвергались в них преследованиям в зависимости от местных инициатив и оказываемого немецкого давления. План полного уничтожения евреев, видимо, оформился к началу войны с Советским Союзом. Евреи Советского Союза при этом подлежали истреблению, в первую очередь, как «носители большевизма». Для массового уничтожения евреев (и других «расово нежелательных» элементов, а также участников сопротивления) были созданы специальные подразделения — айнзацгруппы, которым помогали солдаты вермахта и местные коллаборационисты. В результате большинство советских евреев, остававшихся на оккупированной территории, были уничтожены. В 1942 году было уничтожено большинство евреев Восточной и Центральной Европы, а также и значительная часть евреев Западной Европы. В 1943—1944 году нехватка рабочих рук привела к временному пересмотру «окончательного решения еврейского вопроса». Гиммлер отдал приказ об использовании труда оставшихся евреев в интересах военной экономики и даже предлагал освободить часть евреев в обмен на политические уступки (например, сепаратный мир с Западом) или за колоссальный выкуп. Ближе к концу войны некоторые нацистские руководители пытались использовать евреев для установления связи с союзниками, но другие (в частности, Гитлер) продолжали требовать тотального уничтожения выживших. На фоне наступления советских войск эсэсовцы ликвидировали последние гетто и рабочие лагеря и уничтожали следы совершённых преступлений.